# Randy Forbes
Randy Forbes, né le 17 février 1952 à Chesapeake (Virginie), est un homme politique américain, représentant républicain de Virginie à la Chambre des représentants des États-Unis de 2001 à 2017.

## Biographie
Randy Forbes est avocat de profession. Il est membre de la Chambre des délégués de Virginie de 1989 à 1997, puis du Sénat de Virginie de 1997 à 2001. Il préside par ailleurs le Parti républicain de Virginie entre 1996 et 2001.
Alors qu'il envisageait d'être candidat au poste de lieutenant-gouverneur, il est poussé par des conseillers de George W. Bush à se présenter à la Chambre des représentants des États-Unis. Il est candidat à l'élection partielle de 2001 dans le 4e district, faisant suite au décès du démocrate modéré Norman Sisisky. Il affronte une autre sénatrice de Virginie, la démocrate modérée afro-américaine Louise Lucas. L'élection est considérée comme indécise. Il est élu avec 52 % des voix. Il est réélu sans opposition en 2002. Il est largement réélu en 2004 avec 64,5 % des suffrages, puis en 2006 avec 76,1 % des voix face à un candidat vert. Il est par la suite réélu en 2008 (59,5 %), 2010 (62,3 %), 2012 (56,9 %) et 2014 (60,2 %).
Avant les élections de 2016, la justice de Virginie ordonne un nouveau découpage des circonscriptions qui rend son district favorable aux démocrates. Forbes choisit alors de se présenter dans le 2e district, plus ancré dans le camp républicain, tout en continuant à vivre dans le 4e district. Il reçoit le soutien du représentant sortant du 2e district, Scott Rigell, qui n'est pas candidat à un nouveau mandat. Dans ce district qui englobe les Hampton Roads et dont l'économie est tournée vers la défense, il met l'accent sur sa position à la commission des forces armées et sa présidence du sous-comité naval. Lors de la primaire républicaine, son principal opposant est Scott Taylor, délégué de Virginie et ancien Navy SEAL. Taylor le critique pour avoir « lâchement » abandonné son district pour un district plus favorable, dans lequel il n'habite pas. Forbes dépense dix fois plus d'argent que Taylor dans cette campagne. Il perd cependant l'élection en ne réunissant que 41 % des suffrages contre 53 % pour Taylor, qui l'emporte notamment grâce à ses bons résultats dans la principale ville du district Virginia Beach.

## Positions politiques
Randy Forbes est un républicain conservateur, voire ultraconservateur. Il s'oppose à l'avortement et soutient le port d'armes. Il vote contre le plan Paulson de 2008 et le plan relance de 2009.